# Luis Picón
Luis Raúl Picón Quedo (Lima, 21 de agosto de 1957) es un médico y político peruano. Es congresista de la república por Huánuco para el periodo parlamentario 2021-2026. Fue gobernador regional de Huánuco desde enero del 2011 hasta diciembre del 2014 y vicepresidente del ejerció como Gobierno Regional de Huánuco en el periodo 2007-2010.

## Biografía
Nació en el distrito de La Victoria el 21 de agosto de 1957.
Realizó sus estudios primarios en el Colegio 28 de Julio y en el Colegio n.º 11010 en el distrito de Rupa-Rupa. Los secundarios en el C. N. M. Gómez Arias Dávila.
Posteriormente estudió la carrera de Medicina Humana en la Universidad Nacional Mayor de San Marcos.

## Carrera política
Su carrera política se inicia en las elecciones parlamentarias de 2001, donde fue candidato al Congreso de la República por el Frente Independiente Moralizador. Sin embargo, no resultó elegido.
En las elecciones regionales y municipales de 2002, fue elegido como regidor del distrito de Leoncio Prado por el Movimiento Unidos por Tingo María para el periodo 2003-2006.
En las elecciones regionales de 2006, Picón fue elegido como vicepresidente del Gobierno Regional de Huánuco bajo la presidencia de Jorge Espinoza Egoávil por el Frente Amplio Regional para el periodo 2007-2010.

### Presidente regional de Huánuco
Para las elecciones regionales de 2010, Picón decidió postular a la presidencia regional de Huánuco por Somos Perú y pasó a la segunda vuelta junto con Violeta Garay, del Movimiento Hechos y no Palabras. Luego de las elecciones, Picón resultó elegido como presidente regional de Huánuco para el periodo 2011-2014.
Culminando su gestión, intentó su reelección al cargo en las elecciones regionales de 2014 por el Movimiento Avanzada Regional Independiente Unidos por Huánuco. Sin embargo, quedó en el segundo lugar de las preferencias detrás del candidato Rubén Alva.
Fue candidato al Gobierno Regional de Huánuco en las elecciones regionales de 2018, nuevamente no tuvo éxito.

### Congresista de la República
En las elecciones parlamentarias de 2021, Picón postuló nuevamente al Congreso de la República en la lista por Huánuco como invitado del partido Alianza para el Progreso. Culminando los procesos, Picón resultó elegido como congresista de la república para el periodo parlamentario 2021-2026.
En abril de 2022, Picón fue expulsado de la bancada de Alianza para el Progreso debido a su presunta cercanía con el Gobierno del entonces presidente, Pedro Castillo. Tras esto, solicitó unirse a la bancada de Podemos Perú, liderada por José Luna Gálvez, lo cual no fue aceptado. Sin embargo, Picón fue incorporado oficialmente en mayo de 2023.